# スパルタン (軽巡洋艦)
|          |                                                                                         |
| 艦歴     |                                                                                         |
| 発注     |                                                                                         |
| 起工     | 1939年12月21日                                                                          |
| 進水     | 1942年8月27日                                                                           |
| 就役     | 1943年8月10日                                                                           |
| 退役     |                                                                                         |
| その後   | 1944年1月29日に戦没                                                                     |
| 除籍     |                                                                                         |
| 性能諸元 |                                                                                         |
| 排水量   | 基準 5,950トン、 満載 7,200トン                                                         |
| 全長     | 512 ft (156 m)                                                                          |
| 全幅     | 50.5 ft (15.4 m)                                                                        |
| 吃水     | 14 ft (4.3 m)                                                                           |
| 機関     | パーソンズ型ギアードタービン、 4軸推進、62,000 shp(46MW)                                |
| 最大速   | 32.25ノット (60 km/h)                                                                   |
| 乗員     | 530名                                                                                   |
| 兵装     | 5.25インチ連装砲 4基 20mm連装機関砲 6基 4連装ポムポム砲 3基 3連装21インチ魚雷発射管 2基 |

スパルタン (HMS Spartan, 95) は、1942年進水のイギリス海軍の軽巡洋艦。ベローナ級。

## 艦歴
1939年12月21日起工。1942年8月27日進水。1943年8月10日竣工。
1944年1月、「スパルタン」はイタリアのガエータ砲撃を行い、続いてアンツィオ上陸作戦（シングル作戦）に参加した。1月29日、アンツィオ沖でドイツ軍機から投下されたHs 293が命中し沈没した。